# Nepal (band)
Nepal var et argentinsk thrash metal-band, dannet i Buenos Aires i 1984 og opløst i 2001.

## Diskografi
- 1993: Raza de traidores
- 1995: Ideología
- 1997: Manifiesto

## Fodnoter
1. ↑  Bio en metal-archives.com Biografía de Nepal Hentet den 27. december 2017
2. ↑  Biografía de Nepal Arkiveret 13. december 2007 hos  Wayback Machine Hentet den 27. december 2017
3. ↑  Biographie complète Hentet den 27. december 2017